# François-Joseph Souque
François-Joseph Souque est un homme politique français né le 19 septembre 1767 à Paris, où il est décédé le 14 septembre 1820.
Lié aux Girondins, il est emprisonné sous la Terreur et remis en liberté après le 9 thermidor. Il devient secrétaire de légation en Hollande, puis secrétaire général de la préfecture du Loiret en 1800. Il est député du Loiret de 1809 à 1815.
Également auteur dramatique, il publie plusieurs comédies, dont Le Chevalier de Canolle (1816) et Orgueil et Vanité (1819).